# Margarita de Hungría
Princesa Santa Margarita de Hungría (fortaleza de Klis, Croacia, 27 de enero de 1242 - Isla de los Conejos, Budapest, 18 de enero de 1271) fue una santa católica y religiosa dominica húngara. Hija del rey Béla IV de Hungría y de María Laskarina, una princesa de Nicea.

## Biografía

### Infancia
En 1241 el Reino de Hungría fue invadido por los ejércitos mongoles, y las fuerzas húngaras derrotadas en la batalla de Mohi. El rey Bela IV de Hungría apenas consiguió escapar con vida de la batalla y huyó con su familia a los territorios septentrionales del reino. La familia llegó a Croacia-Eslavonia, donde la reina consorte María Laskarina dio a luz a Margarita en la fortaleza de Klis a comienzos de 1242. La pareja real prometió antes del parto que si era una niña, esta sería dada como monja a un convento como ofrenda a Dios, para que este los librase de la terrible amenaza mongola. Al poco tiempo, murió el gran Kan mongol Ogodei, lo que conllevó a que todos los invasores abandonasen los territorios húngaros y volviesen a Mongolia para elegir a un nuevo líder. Así Bela IV pudo regresar y reconstruir el reino que estaba totalmente en ruinas, por lo cual fue conocido posteriormente como "el segundo fundador del Estado húngaro".
Cumpliendo con su promesa, Margarita fue educada desde su infancia en el monasterio dominico de Veszprém, donde fue criada durante 7 años por la monja priora la beata Helena de Veszprém. Margarita fue visitada por su madre y hermano mayor en varias oportunidades, siempre lamentando provenir de la familia real, aseverando que era un verdadero impedimento para consumar su vida piadosa como persona devota a Dios. Raras veces solía jugar con los demás niños que vivían en el convento, permaneciendo en la capilla y en la iglesia del monasterio rezando. Llamaba a los demás niños para que la acompañasen y que el rezo se convirtiese en su juego. También le molestaba que la llamasen "la hija del rey", pues para Margarita su único padre era Dios.
Por su hija, la pareja real ordenó la construcción de un fabuloso monasterio en la "Isla de los Conejos" (en húngaro: Nyulak szigete) en el Danubio cerca de Buda, en honor a la Virgen María. Cuando Margarita cumplió 10 años fue llevada desde Veszprém hasta este monasterio junto con las 18 monjas que vivían en el anterior convento. Ese día en que Margarita llegó al convento, como evento nunca visto, cien jóvenes nobles de todo el reino húngaro decidieron ordenarse como dominicas religiosas.

### Adultez
Sus padres siempre mandaban exquisitas ropas para su hija, pero ella siempre se negaba a usarlas y las entregaba al convento para que con lo recaudado de su venta pudiesen ayudar a la gente pobre. Margarita siempre escogía los hábitos más viejos y desgarrados del convento y solía usar un largo tiempo cinturones expiatorios con los cuales se generaba dolor físico para sufrir como penitencia igual que Cristo. Igualmente utilizó por largas horas desde pequeña un cilicio, que escondía en su ropa para causarse lesiones y dolor.  Por otra parte, según cuenta la leyenda, cuando las otras monjas dormían, Margarita solía quitarse el cinturón donde llevaba el cilicio y lo sustituía por un cinturón hecho con piel de puercoespín que sus débiles brazos apretaban mediante fuertes cordones hechos de crin de caballo hasta tal punto que se producía lesiones físicas. Igualmente llevaba en sus sandalias pequeños clavos de hierro que si bien no eran notorios a la vista, estando bajo la planta de sus pies le causaban dolor constante. No se lavaba el cabello para que las picaduras de los piojos que tenía allí la martirizaran.

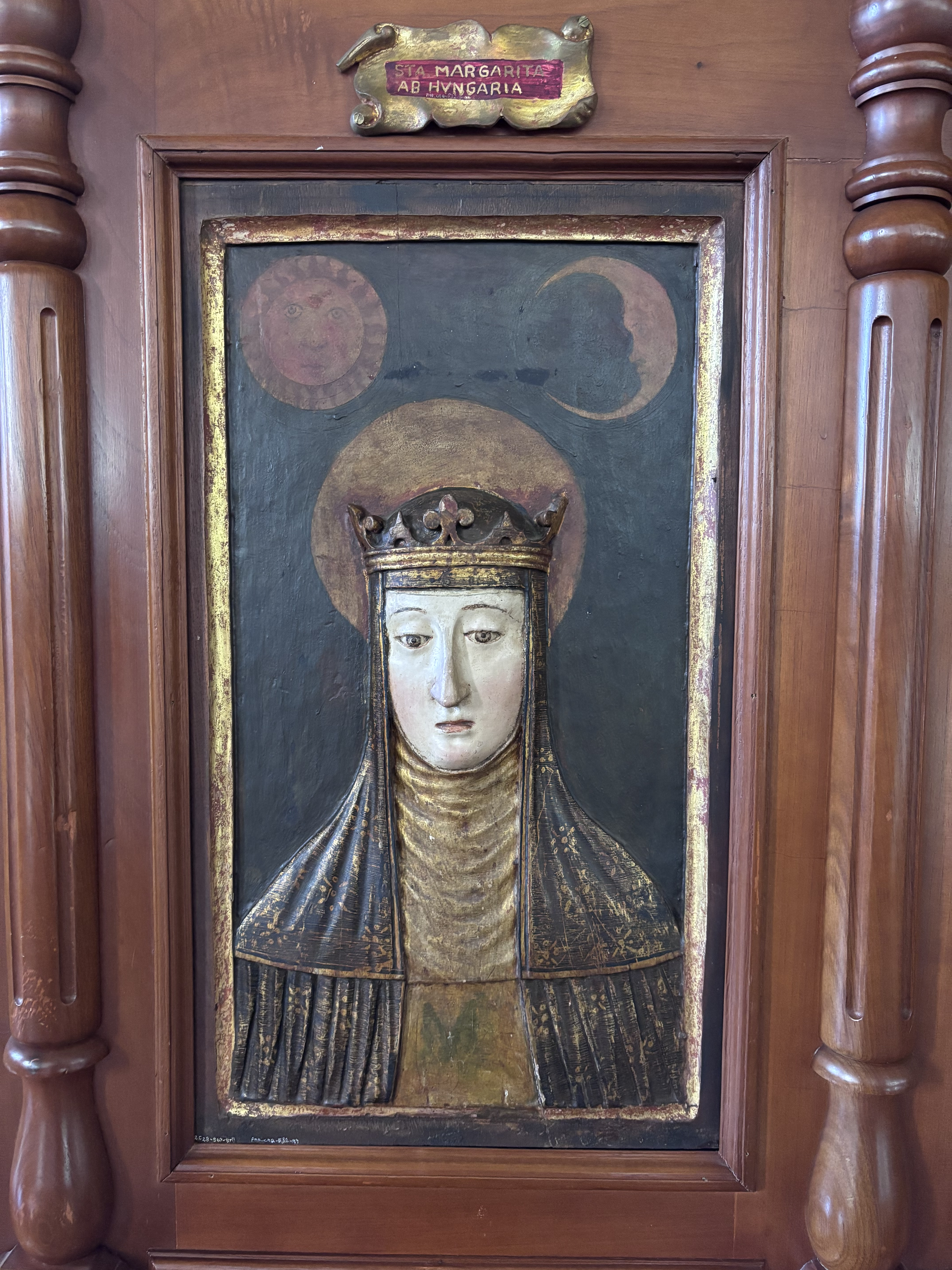
Margarita de Hungría, obra de Diego de Robles (c. XVI). Refectorio del Convento de Santo Domingo, Quito.

Cuenta la leyenda que en una ocasión Margarita envió en una oscura noche a una sirvienta suya a buscar una ropa de un edificio a otro en el convento. Pero como no se podía ver nada, la joven criada Inés luego de atravesar el patio trasero cayó en un pozo junto a la cocina. Corriendo en busca de ayuda la monja superiora Olimpia y Santa Margarita llamaron a los monjes, pues ellas no tenían fuerza suficiente para sacar del pozo a Inés antes de que muriese ahogada. Perdiendo la esperanza, dieron por muerta a la criada culpando a Santa Margarita, quien de inmediato se puso a rezar. A los pocos momentos, el cuerpo de la criada comenzó a flotar, aunque parecía estar sin vida y con todos los miembros rotos y torcidos por los golpes de la caída. Sacándola del pozo Santa Margarita volvió a rezar y como si no hubiese sucedido nada, Inés de inmediato volvió a la vida y con todos sus miembros sanados (I.48. Compilación medieval de los milagros de Santa Margarita).
En otra oportunidad Santa Margarita salió de su habitación a mitad de la noche y se paró frente al dormitorio de las monjas en el patio interno del convento. Mientras rezaba intensamente un milagro sucedió: el sol salió a mitad de la noche y junto a la luna decoraron el cielo (I.16. Compilación medieval de los milagros de Santa Margarita). Igualmente en otra oportunidad cuando ella y la monja Inés Berki trabajaban en la cocina del convento y deseaban cocinar queso para las otras religiosas. Santa Margarita tomó la sartén y la sacó del fuego, estando esta al rojo vivo y sin lastimarse sus manos. Para sorpresa de la monja Inés, la mano de Santa Margarita no sufrió nada, siendo considerado un milagro (I.41. Compilación medieval de los milagros de Santa Margarita).
En 1254 pudo haber renunciado a sus votos pues su familia deseaba desposarla con Otakar II de Bohemia, pero Margarita no aceptó, prefiriendo continuar con su vida espiritual y de oración intensa. Vivió muy pobremente, distribuyendo a los pobres todo lo que le daba su hermano, el rey Esteban V de Hungría. En el monasterio escogía las tareas más humildes y penosas. Ascética, se propinaba mortificaciones corporales (como la flagelación) hasta donde la disciplina de la regla le permitía, para unirse más perfectamente a la Pasión de Cristo.
El 18 de enero de 1271, entregó su alma al Creador y desde ese momento, se le ha rendido culto de manera ininterrumpida.

## Milagros

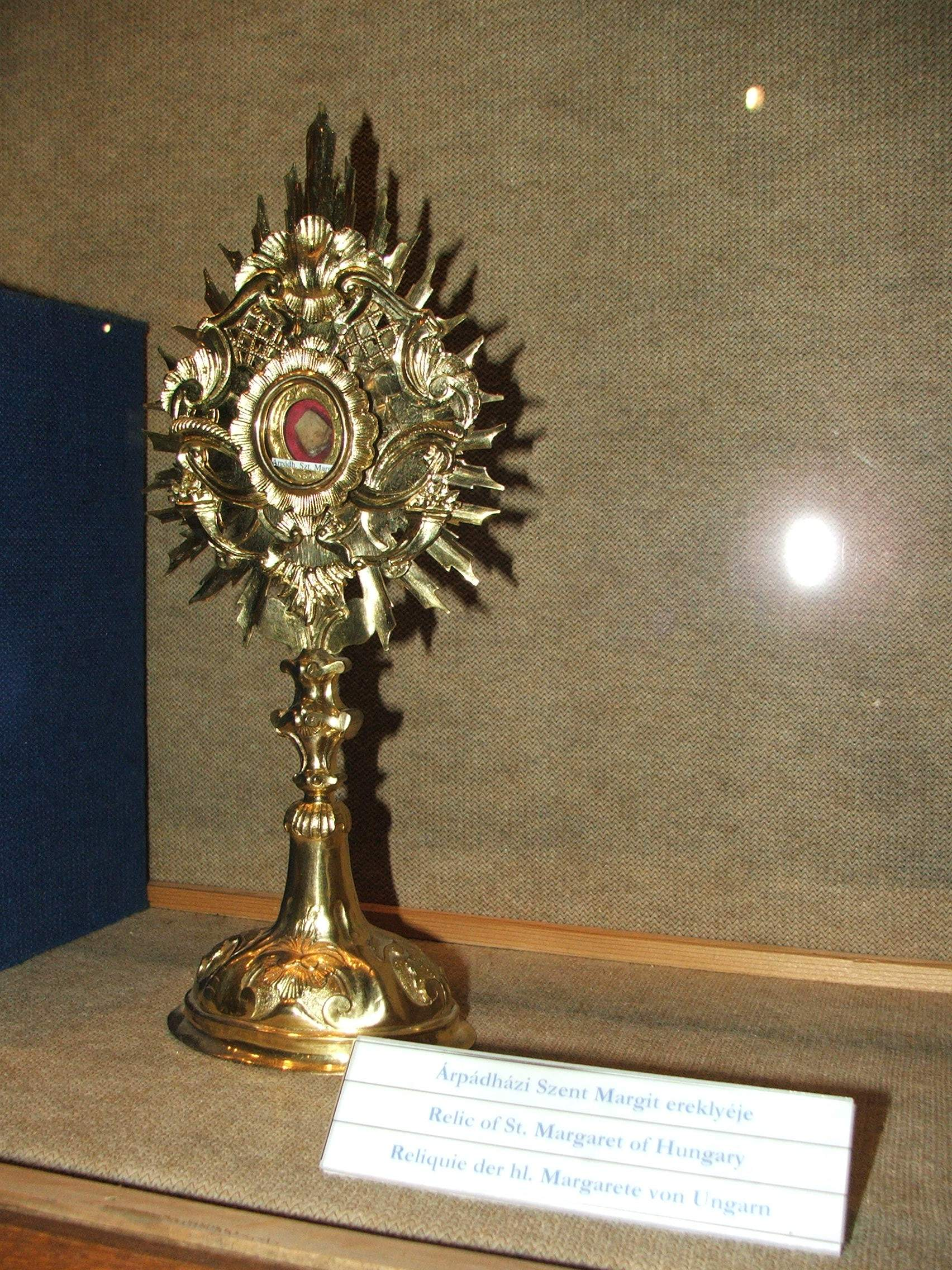
Relicario de Santa Margarita. Tesoro de la arquidiócesis de Esztergom.

El culto y la veneración a Santa Margarita caló profundamente en la sociedad húngara, y han quedado testimonios medievales y modernos sobre sus milagros. Una valiosa pieza literaria elaborada entre 1271 y 1275 que ha sobrevivido hasta la actualidad. Esta es un compendio de 60 párrafos organizados bajo números asignados que narran la vida y milagros de la Santa húngara. La Segunda parte de ese compendio contiene otros 70 párrafos también clasificados, los cuales narran todos los milagros y sanaciones ocurridos tras la muerte de Santa Margarita. Muchos incluyen curaciones de la fiebre, gente que recupera la vista   o a la que se le curan los dolores de garganta, entre otros.

## Canonización
Margarita de Hungría fue canonizada de manera equipolente (también llamada equivalente apoyada en la veneración in memoriam desde su tránsito). Si bien el culto a Santa Margarita existe en Hungría y otros países desde el siglo XIII, y es ampliamente conocida y venerada en la cultura húngara como "santa", su proceso de canonización fue interrumpido en varias oportunidades. En su caso, el papa Pío XII pronunció el decreto de canonización el 19 de noviembre de 1943.